# Mühledorf (Solothurn)
Mühledorf is een plaats en voormalige gemeente in het Zwitserse kanton Solothurn en maakt deel uit van het district Bucheggberg.
Mühledorf telt 347 inwoners.

## Geschiedenis
Op 1 januari 2014 fuseerde Mühledorf met Aetigkofen, Aetingen, Bibern, Brügglen, Gossliwil, Hessigkofen, Küttigkofen, Kyburg-Buchegg en Tscheppach tot de gemeente Buchegg.

## Geboren
- Urs Zimmermann (1959), wielrenner